# Jarno Saarinen
Jarno Karl Keimo Saarinen (Turku, 11 dicembre 1945 – Monza, 20 maggio 1973) è stato un pilota motociclistico finlandese.

## Biografia

### Gli inizi nello speedway

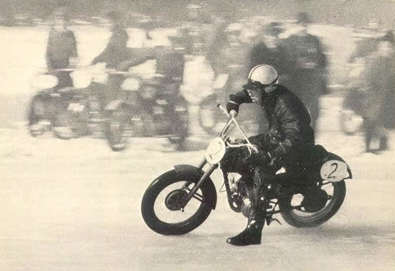
Saarinen durante una gara di speedway su ghiaccio negli anni 60.

Terzo di quattro figli e presto orfano di padre, fin da giovanissimo dovette occuparsi dell'impresa di pompe funebri di famiglia, contemporaneamente impegnandosi negli studi di ingegneria ed esercitando la passione motociclistica con l'amico Teuvo Länsivuori, anch'egli figlio di gestori di pompe funebri. I due iniziano a gareggiare nello speedway su ghiaccio nel 1963, diventando famosi in Finlandia perché raggiungevano i campi di gara caricando le moto sull'unico mezzo di trasporto a disposizione, ossia il carro funebre.
Nel 1965 Saarinen partecipa al campionato nazionale delle classe 175 e 250, in sella alle Puch-Tunturi preparate da lui stesso. L'anno seguente inizia a gareggiare nelle corse su strada, trasformando da solo la Puch-Tunturi 250 in una moto da GP. Nel 1967 partecipa nella classe 125 con la Puch-Tunturi e acquista una Yamaha YDS3 250 per concorrere nella "250", mettendosi subito in luce per gli ottimi risultati.

### L'esordio nel Motomondiale
Il 1º maggio 1968 tenta il grande salto in campo internazionale, debuttando come privato nella classe 250 del Gran Premio motociclistico d'Austria a Salisburgo e partecipando al successivo Gran Premio di Finlandia, gara valida per il Motomondiale, nella quale si piazza undicesimo. Nelle gare nazionali vince il campionato "125" con la Puch-Tunturi e "250" con la Yamaha. Con la stessa moto, riesce anche a qualificarsi al terzo posto nella classe "350".
Durante la stagione successiva partecipa discontinuamente ad altre gare del Motomondiale, a bordo di Yamaha YDS5 usata, da Jarno radicalmente trasformata nel telaio e nel motore. I risultati non sono notabili, ma si fa molto apprezzare nell'ambiente del Continental Circus per la sua disponibilità nei confronti dei colleghi e, a dispetto della giovane età, per la profonda competenza in campo meccanico.
Nel 1970 consegue la laurea in ingegneria meccanica, il 30 aprile, e con il frutto dei magri guadagni di campione nazionale, riesce finalmente a sostituire il carro funebre con un più consono furgoncino "VW T2 BAY" e acquistare una Yamaha TD2 250, con la quale otterrà i primi punti iridati, conquisterà il primo podio e si classificherà al 4º posto nella classifica generale della "quarto di litro". Nella stessa stagione, gareggia anche nelle classi 50 e 125, rispettivamente con una Kreidler e una Puch-Tunturi. Diviene molto famoso anche tra gli spettatori delle gare, per il suo tipico stile di guida con la gamba aperta all'interno della curva percorsa, in seguito adottato anche per suo merito dalla maggior parte dei piloti. Il 31 dicembre sposa Soili, la graziosa fidanzata che da anni lo segue e lo sostiene in tutte le gare, svolgendo le mansioni di cuoca, infermiera, cronometrista, meccanico e manager. Insieme alla compagna di Jack Findlay, Nanou Lyonnard, anche Soili diverrà in breve tempo una delle pochissime icone femminili del "Circus", celebrate sulla stampa sportiva di tutto il mondo.

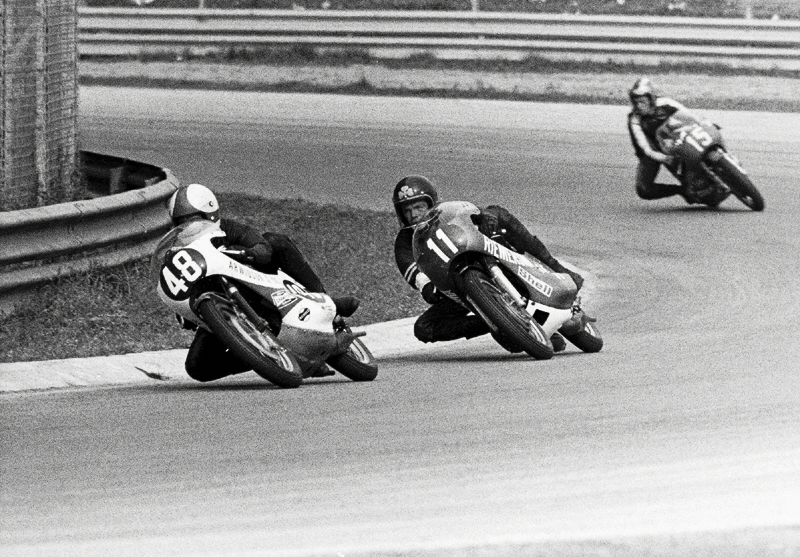
Saarinen al Gran Premio delle Nazioni 1971.

Per Motomondiale 1971 Saarinen riceve l'appoggio della "Arwidson & Co.", importatrice finlandese della Yamaha, che gli mette a disposizione una "250 TD2B" e una "350 TR2B", con le quali arrivano le prime vittorie in "250" e "350", grazie anche al suo straordinario talento nel settaggio della moto. In ragione di tale rara virtù e delle sue doti di pilota, fu contattato da Lino Tonti per partecipare al Bol d'or con la Moto Guzzi V7 Sport, che provò sulla pista di Modena durante l'estate. Il suo ingaggio fu però rifiutato dalla dirigenza Moto Guzzi, temendo che l'utilizzo di un pilota ormai osannato dagli sportivi, offuscasse i meriti del mezzo meccanico. In compenso si classifica 2º nella classe 350 del Motomondiale e 3º nella "250", conquistando la vittoria nei GP di Cecoslovacchia, Finlandia e Spagna.

### Conteso da Benelli e Yamaha
Il primo e unico titolo iridato per Saarinen arriva nel Motomondiale 1972, in cui vince la classe 250 e arriva secondo nella "350". A metà stagione suscita molte polemiche il suo rifiuto di partecipare al Tourist Trophy, giudicandolo troppo pericoloso e la stampa inglese pubblica con grande clamore la sua dichiarazione «Non voglio morire!», trattandolo da pusillanime. Il successivo ritiro sul Circuito di Abbazia sembra compromettere l'intero campionato, ma nelle successive 5 gare Saarinen coglie 4 vittorie e un 2º posto che gli assicurano il titolo con una gara di anticipo.
Nell'agosto di quell'anno riceve la proposta di Alejandro de Tomaso per pilotare le nuove Benelli da GP a 4 cilindri, progettate da Prampolini e Bertocchi, le cui versioni precedenti furono sviluppate da Renzo Pasolini, passato nel frattempo all'Aermacchi. Dopo un rapido test, Jarno si presenta alla gara internazionale sul Circuito di Pesaro. Vince nella classe 250 con la sua Yamaha, e trionfa nelle classi 350 e 500 con le Benelli, battendo addirittura Giacomo Agostini e le sue MV Agusta, invitti da un quinquennio, dopo una gara combattutissima, davanti ad una folla in visibilio.
La tripletta pesarese solleva un grande entusiasmo nel mondo sportivo, ma l'incerto atteggiamento di De Tomaso circa l'impegno nel Motomondiale 1973, convince Jarno ad accettare la proposta della Yamaha che lo vuole come pilota ufficiale per il successivo biennio. L'offerta della casa giapponese è perfetta per Jarno e Soili che hanno ormai deciso il ritiro dalle competizioni alla fine della stagione 1974, per dedicarsi alla famiglia e alla progettazione motoristica.

### Il 1973 e la morte
Il 1973 è considerato annus horribilis del motociclismo mondiale a causa della contemporanea morte di Saarinen e Pasolini, due dei campioni più conosciuti e stimati dagli appassionati e dalla stampa sportiva. Eppure, quella stagione era cominciata per Saarinen nel migliore dei modi, con il trionfo nella 200 miglia di Daytona, subito replicato dalla vittoria nella 200 miglia di Imola, entrambe ottenute con la nuova Yamaha TZ 350 raffreddata a liquido, contro moto di ben maggiore cilindrata e avversari di tutto rispetto. Anche l'inizio del motomondiale è folgorante: Saarinen concorre nelle classi 250 e 500, in quest'ultima con la nuova Yamaha YZR 500 OW19 quadricilindrica, ottenendo 5 vittorie nei primi tre appuntamenti del calendario.
Dopo il buon inizio di stagione, il 20 maggio, sul circuito di Monza ebbe un gravissimo incidente: inizialmente si pensò che la moto di Renzo Pasolini fosse scivolata su una chiazza d'olio (sparso nella precedente gara delle 350 dalla Benelli di Villa). Invece, la successiva perizia tecnica dimostrò che la caduta fu dovuta al grippaggio del pistone destro della moto guidata da Pasolini, che causò la successiva caduta di Saarinen e di altri piloti (in tutto, otto: oltre a Pasolini e Saarinen, caddero anche Walter Villa, Hideo Kanaya, Fosco Giansanti, Börje Jansson, Chas Mortimer, Victor Palomo). Pasolini e Saarinen persero la vita, mentre Villa rimase in coma per circa un'ora, riprendendosi poi completamente, tanto che prese parte a una corsa in Jugoslavia (a Skofja Loka) la settimana seguente, cadendo ancora..
Saarinen, che è sepolto nel cimitero di Turku, pur non essendo il primo pilota ad adottare lo stile di guida che fa sporgere il ginocchio all'interno della curva percorsa (Jim Redman infatti lo aveva adottato già oltre dieci anni prima), tuttavia fu tra quelli a rendere realmente popolare tale innovativo stile. Lo stesso Kenny Roberts osservò e perfezionò questo stile di guida che venne adottato poi universalmente nel mondo delle gare di velocità. Detiene, assieme a Max Biaggi, il record di vittoria nella gara d'esordio assoluto nella classe 500.

## Risultati nel motomondiale

### Classe 50
| 1971 | Classe | Moto     |   |   |    |   |   |   |   |   |    |    |   |   |  | Punti | Pos. |
| ---- | ------ | -------- | - | - | -- | - | - | - | - | - | -- | -- | - | - |  | ----- | ---- |
| 1971 | 50     | Kreidler | - | - | NE | - | - | - | - | - | NE | NE | 6 | 2 |  | 17    | 12º  |

| Legenda | 1º posto        | 2º posto            | 3º posto            | A punti      | Senza punti        | Grassetto – Pole position Corsivo – Giro più veloce |
| Legenda | Gara non valida | Non qual./Non part. | Ritirato/Non class. | Squalificato | '-' Dato non disp. | Grassetto – Pole position Corsivo – Giro più veloce |

### Classe 125
| 1970 | Classe | Moto |   |     |   |   |   |   |   |   |   |    |   |   |  | Punti | Pos. |
| ---- | ------ | ---- | - | --- | - | - | - | - | - | - | - | -- | - | - |  | ----- | ---- |
| 1970 | 125    | Puch | - | Rit | - | - | - | - | - | - | - | NE | - | - |  | 0     |      |

| Legenda | 1º posto        | 2º posto            | 3º posto            | A punti      | Senza punti        | Grassetto – Pole position Corsivo – Giro più veloce |
| Legenda | Gara non valida | Non qual./Non part. | Ritirato/Non class. | Squalificato | '-' Dato non disp. | Grassetto – Pole position Corsivo – Giro più veloce |

### Classe 250
| 1970 | Classe | Moto   |   |   |   |   |   |   |   |   |   |   |   |   |  | Punti | Pos. |
| ---- | ------ | ------ | - | - | - | - | - | - | - | - | - | - | - | - |  | ----- | ---- |
| 1970 | 250    | Yamaha | 6 | 4 | 4 | - | 3 | 4 | 4 | 3 | - | - | - | - |  | 57    | 4º   |

| 1971 | Classe | Moto   |   |   |   |     |   |   |   |   |   |   |   |   |  | Punti | Pos. |
| ---- | ------ | ------ | - | - | - | --- | - | - | - | - | - | - | - | - |  | ----- | ---- |
| 1971 | 250    | Yamaha | 8 | - | - | Rit | - | 5 | 3 | 3 | 6 | 2 | 5 | 1 |  | 64    | 3º   |

| 1972 | Classe | Moto   |   |   |   |   |   |     |   |   |   |   |   |   |   | Punti | Pos. |
| ---- | ------ | ------ | - | - | - | - | - | --- | - | - | - | - | - | - | - | ----- | ---- |
| 1972 | 250    | Yamaha | 3 | 4 | 2 | 3 | - | Rit | 3 | 1 | 1 | 1 | 2 | 1 | - | 94    | 1º   |

| 1973 | Classe | Moto   |   |   |   |    |  |  |  |  |  |  |  |  |  | Punti | Pos. |
| ---- | ------ | ------ | - | - | - | -- |  |  |  |  |  |  |  |  |  | ----- | ---- |
| 1973 | 250    | Yamaha | 1 | 1 | 1 | AN |  |  |  |  |  |  |  |  |  | 45    | 4º   |

| Legenda | 1º posto        | 2º posto            | 3º posto            | A punti      | Senza punti        | Grassetto – Pole position Corsivo – Giro più veloce |
| Legenda | Gara non valida | Non qual./Non part. | Ritirato/Non class. | Squalificato | '-' Dato non disp. | Grassetto – Pole position Corsivo – Giro più veloce |

### Classe 350
| 1971 | Classe | Moto   |   |   |   |   |    |   |   |   |   |   |   |   |  | Punti | Pos. |
| ---- | ------ | ------ | - | - | - | - | -- | - | - | - | - | - | - | - |  | ----- | ---- |
| 1971 | 350    | Yamaha | 6 | 5 | - | - | NE | - | 1 | 3 | 2 | - | 1 | - |  | 63    | 2º   |

| 1972 | Classe | Moto   |   |   |   |   |   |     |   |    |     |   |   |   |   | Punti | Pos. |
| ---- | ------ | ------ | - | - | - | - | - | --- | - | -- | --- | - | - | - | - | ----- | ---- |
| 1972 | 350    | Yamaha | 1 | 1 | 4 | 3 | - | Rit | 2 | NE | Rit | 1 | 3 | 2 | - | 89    | 2º   |

| Legenda | 1º posto        | 2º posto            | 3º posto            | A punti      | Senza punti        | Grassetto – Pole position Corsivo – Giro più veloce |
| Legenda | Gara non valida | Non qual./Non part. | Ritirato/Non class. | Squalificato | '-' Dato non disp. | Grassetto – Pole position Corsivo – Giro più veloce |

### Classe 500
| 1973 | Classe | Moto   |   |   |     |    |  |  |  |  |  |  |  |  |  | Punti | Pos. |
| ---- | ------ | ------ | - | - | --- | -- |  |  |  |  |  |  |  |  |  | ----- | ---- |
| 1973 | 500    | Yamaha | 1 | 1 | Rit | AN |  |  |  |  |  |  |  |  |  | 30    | 7º   |

| Legenda | 1º posto        | 2º posto            | 3º posto            | A punti      | Senza punti        | Grassetto – Pole position Corsivo – Giro più veloce |
| Legenda | Gara non valida | Non qual./Non part. | Ritirato/Non class. | Squalificato | '-' Dato non disp. | Grassetto – Pole position Corsivo – Giro più veloce |

## Influenza culturale
In Finlandia gli è stata dedicata una miniserie televisiva di tipo biografico, intitolata Jarno ja minä (o Last to Brake nel resto del mondo), trasmessa in prima mondiale da Yle tra il maggio e il giugno del 2024. La serie, che racconta il percorso sportivo di Saarinen fino all'incidente fatale di Monza, vede come protagonisti i giovani Tom Rejström (nel ruolo di Saarinen) e Saana Koivisto (nel ruolo di Soili).